# Phintella bifurcata
Phintella bifurcata is een spinnensoort uit de familie springspinnen (Salticidae). De soort komt voor in India.